# دييغو لييتي
دييغو لييتي (4 أبريل 1989 ببورتو في البرتغال - ) هو لاعب كرة قدم برتغالي في مركز الدفاع. لعب مع نادي بوافيشتا.

## روابط خارجية
- دييغو لييتي على موقع قاعدة بيانات كرة القدم.إي يو (الإنجليزية)